# Герб Сокальско-Жолковской епархии УГКЦ

Герб Сокальско-Жолковской епархии Украинской грекокатолической церкви, епархиальное управление которой находится в городе Жолква, Львовской области Украины введен 23 ноября 2011 года.

## Описание
В гербе Сокальско-Жолковской епархии УГКЦ помещена традиционная христианская символика, присущая Кафедральным храмам (ключи, меч, топор), свойственная Архиерейскому служению (крест, митра, жезл) и географической местности (росточью рек). Архистратиг Михаил символизирует дату провозглашения Сокальско-Жолковской епархии.
Сокальско-Жолковская епархия УГКЦ охватывает 7 административных единиц Львовской области: Сокальский, Радеховский, Бродовский, Каменка-Бугский, Бусский, Жолковский районы и г. Червонограда и расположена на территории росточья рек, растекающихся отсюда на юг и север Украины. Поэтому, в нижней части герба изображены 7 вытекающих рек, означающих библейскую полноту жизни.
При этом изображение росточья рек, влияющих на жизнь населения Сокальско-Жолковской епархии выражены в форме буквы «М». Этот символ несет посвящение Пресвятой Деве Марие, поскольку в Кафедральном храме есть копия Чудотворной иконы Божьей Сокальской, в Червонограде есть Чудотворная икона Матери Божьей Кристинопольской, а в Василианском монастыре Св. Николая в Крехове есть Чудотворная икона Матери Божьей Верхратский. Их присутствие и, вытекающая из этого, духовность в виде буквы «М» входит в духовную жизнь епархии.
В верхней части герба изображены 7 колосков и 7 виноградин, означающих 7 административных единиц епархии, и подчеркивающих полноту Евхаристической жизни епархии.
Посередине герба фигура Архистратига Михаила, который указывает, что Сокальско-Жолковская епархия была провозглашена 21 ноября, в день праздника Собора Архистратига Михаила в храме св. священномученика Иосафата в г. Жолква.
Верхняя часть герба, а именно, ключи и меч означают, что главным храмом Сокальско-Жолковской епархии является Кафедральный Собор Святых Апостолов Петра и Павла в г. Сокале.
Топор — означает жолковский храм святого священномученика Иосафата, который является прокафедральным, при котором храме находится Управление Сокальско-Жолковской епархии.
Завершают герб епископские символы — крест, жезл и митра, как главные атрибуты епископского правления в епархии.
Девизная лента, заключает смысл герба и указывает на три ключевых слова богословских добродетелей: Веры, Надежды и Любви.